# Federico Gay
Federico Gay (* 16. Juli 1896 in Turin; † 15. April 1989 ebenda) war ein italienischer Radrennfahrer und nationaler Meister im Radsport.

## Sportliche Laufbahn
Gay war im Straßenradsport und im Bahnradsport aktiv. Von 1915 bis 1932 war er Unabhängiger und Berufsfahrer (nach Olympia 1920). Er gewann die Coppa del Re und den Giro delle Sestrieres 1920 (auch 1921), Mailand–Turin (auch 1924) und Genua–Ventimiglia 1921 sowie Zürich–Berlin 1925. Etappensiege holte er in der Tour de France 1922 sowie im Giro d’Italia 1924 (vierfach).
1920 war Gay Teilnehmer der Olympischen Sommerspiele in Antwerpen. Im Straßenrennen kam er auf den 16. Platz. In der Mannschaftswertung kam Italien mit Pietro Bestetti, Camillo Arduino, Dante Guindani und Federico Gay auf den 5. Rang.
Zweiter wurde Gay 1924 im Giro del Piemonte, im Giro d’Italia hinter Giuseppe Enrici und in der Straßenmeisterschaft Italiens. Dritter wurde er 1915 im Giro del Piemonte, 1919 in der Straßenmeisterschaft der Amateure, 1921 bei Rom–Neapel–Rom, in der Lombardei-Rundfahrt und in der Straßenmeisterschaft Italiens, 1922 bei Mailand–Turin, 1923 bei Milano–Modena, in der Lombardei-Rundfahrt und in der Straßenmeisterschaft, 1924 im Giro del Veneto sowie 1928 in der Coppa Bernocchi. Die Tour de France fuhr er zweimal. 1922 wurde er 11. und 1925 10. Den Giro d’Italia bestritt Gay fünfmal. 1921 wurde er 6., 1923 4., 1924 2. und 1928 23. 1922 hatte er die Rundfahrt nicht beendet. Rennen der Monumente des Radsports bestritt er fünfzehnmal.
Auf der Bahn gewann Gay die nationale Meisterschaft im Steherrennen der Amateure 1932. Vizemeister wurde er 1926, 1927 und 1930, Dritter 1929. Während des Ersten Weltkriegs diente Federico Gay als Pilot.